# Андрадський дім

Герб Андрадського дому

Андра́дський дім (гал. Casa de Andrade) — галісійський шляхетний дім. Вперше згадується у середині ХІІ століття. Назва походить від парафії Андраде в муніципалітеті Пуентедеуме, Галісія, Іспанія. Представники роду служили в королівствах Кастилії та Португалії. Також — Андрадські, Андради.

## Герб

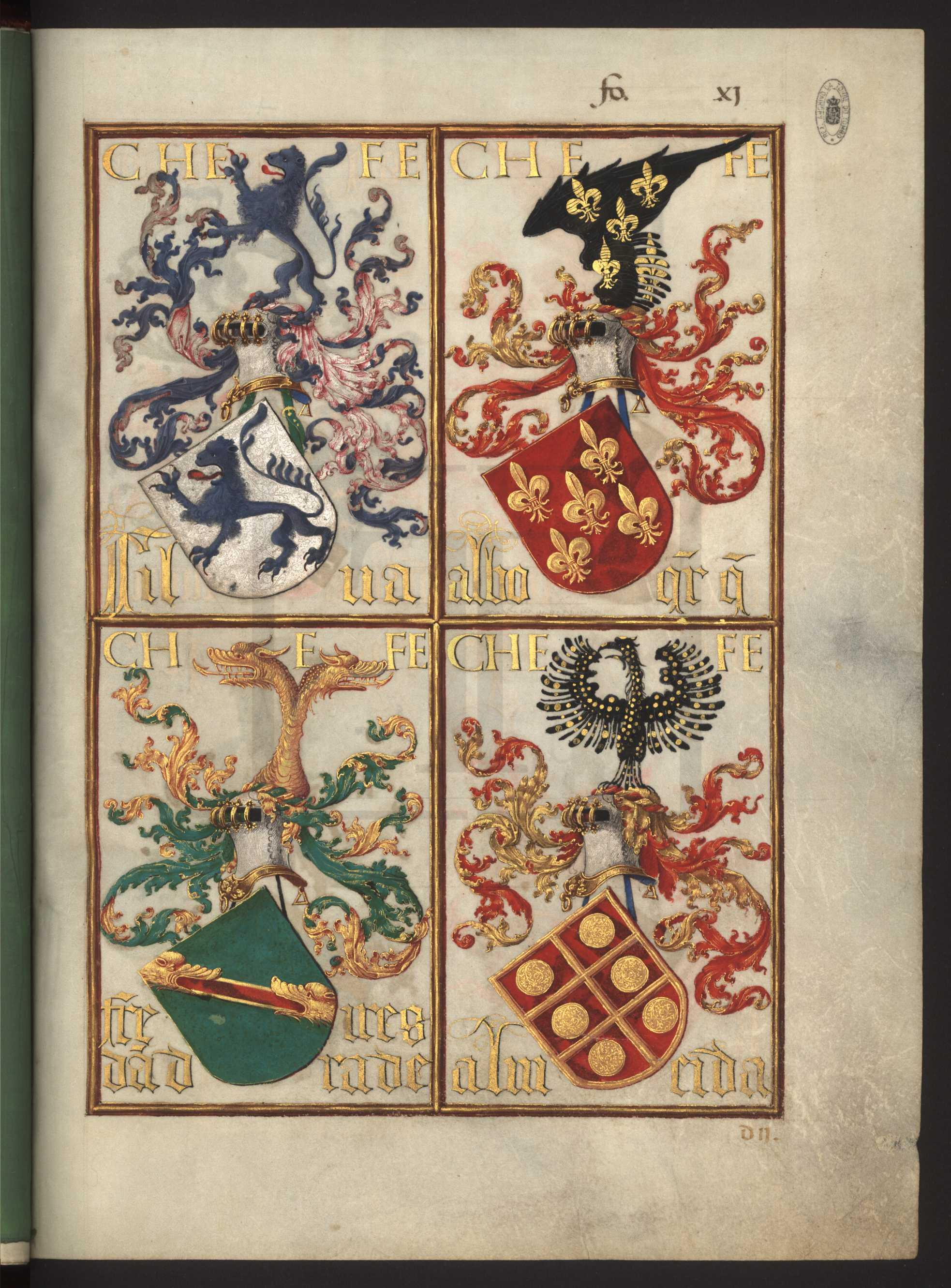
Андради
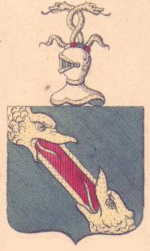
Андради
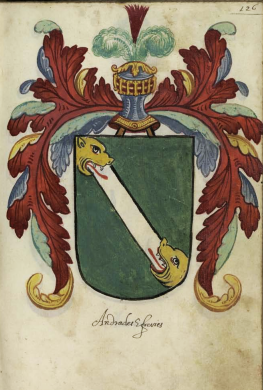
Андради
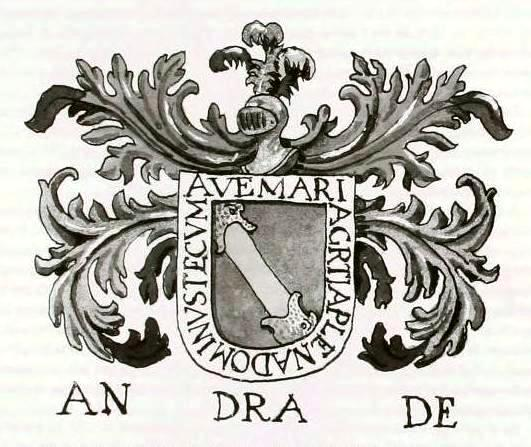
Андради

## Представники
- Фортуніо Бермудес (1127?-1169)
  - Бермудо Фортунес де Андраде (1160-1182)
    - Педро Бермудес де Андраде (1182-1235)
      - Фернан І Перес де Андраде (1231-1270?)
        - Перо Фернандес де Андраде (1265-1277) 
          - Фернан ІІ Перес де Андраде (1298-1320)

## Фрейре де Андраде
- Шоан Фрейре (1270-1330) ∞ Марія Суарш
  - Санча Іаніш
  - Руй Фрейре де Андраде (1308-1362) ∞ Інес Гонасалвес де Сотомайор
    - Нуньо ІІ Фрейре де Андраде (?—1372), магістр Ордену Христа.
    - Лопо Нуніш
    - Фернан Перес Фрейре де Андраде (?—1397), сеньйор Феррольський і Пуентедеумський ∞ Санча Родрігес
    - Жуан Фрейре де Андраде ∞ Марія Афонсу
    - Санча Нуніш
    - Марія Пайс

  - Нуньо І Фрейре де Андраде